# Dies natalis

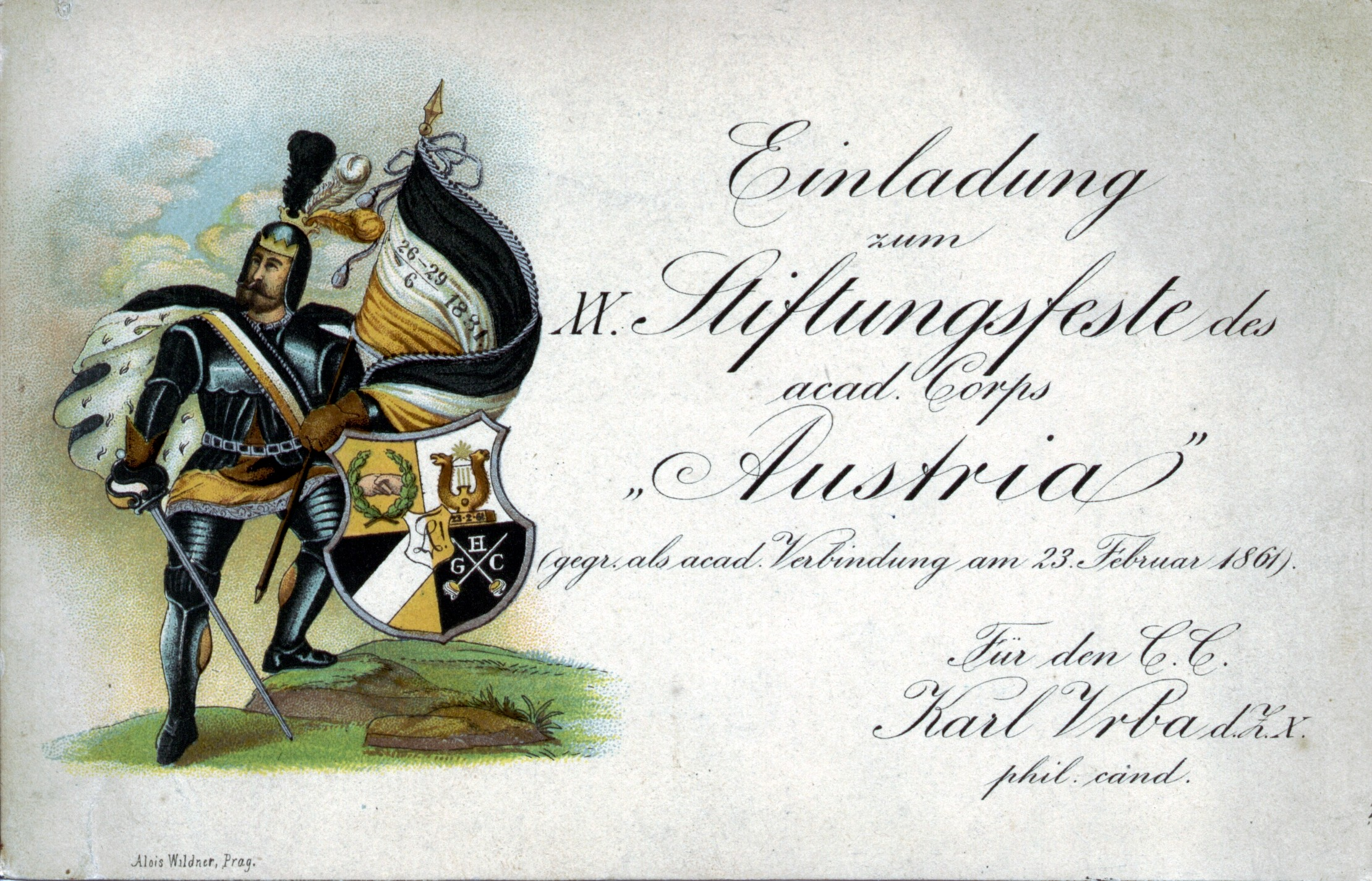
Uitnodiging voor de dies natalis van de Duitse studentenvereniging Corps Austria Frankfurt am Main, 1881

Dies natalis (Latijn voor geboortedag) is een term die gebruikt wordt voor de verjaardag van een organisatie (veelal universiteiten, andere academische instellingen en studentenverenigingen). Ook enkele middelbare scholen, vooral lycea en gymnasia, vieren hun dies natalis. Een dies natalis gaat doorgaans gepaard met allerlei festiviteiten. Op een universiteit worden bij deze gelegenheid vaak eredoctoraten verleend aan personen die zich voor de wetenschap verdienstelijk hebben gemaakt. Eens in de vijf jaar wordt er extra gevierd, dit wordt lustrum genoemd.
De term is afkomstig uit de Katholieke Kerk, waarin de Latijnse term dies natalis – letterlijk vertaald geboortedag – verwijst naar de dag waarop een martelaar stierf en daardoor, door deugd van Christus' marteldood en verrijzenis, opnieuw geboren werd in de hemel.

## Verwijzing
1. ↑  Angelus van Johannes Paulus II, 26 december 2003, www.vatican.va